# 弗拉迪米尔·武亚辛诺维奇
弗拉迪米尔·武亚辛诺维奇（羅馬化：Vladimir Vujasinović，1973年8月14日—），塞尔维亚男子水球运动员。他曾代表南联盟、塞尔维亚和黑山、塞尔维亚参加1996年、2000年、2004年和2008年夏季奥林匹克运动会水球比赛，获得一枚银牌和二枚铜牌。